# Pawoh (Susoh)
Pawoh is een bestuurslaag in het regentschap Aceh Barat Daya van de provincie Atjeh, Indonesië. Pawoh telt 1123 inwoners (volkstelling 2010).